# 任有齡
任有齡（1513年—？年），字夢錫，號棠山，四川嘉定州人，明朝政治人物。

## 生平
由州學生中式嘉靖丙午科四川鄉試第四名舉人，嘉靖二十六年（1547年）联捷丁未科第二甲第五十七名進士。四月改選翰林院庶吉士，二十八年十月授兵科給事中，三十年十一月陞禮科右給事中，出知太平府，歷雲南按察副使，嘉靖三十八年免官。

## 家族
曾祖任敏，按察司僉事；祖任靖；父任性文；母張氏。慈侍下，妻熊氏，兄遐齡；壽齡；康齡；仕齡，弟長齡。子任逈、任近，俱生员。